# Arsenura
Arsenura (лат.) — род чешуекрылых из семейства павлиноглазок и подсемейства Arsenurinae.

## Описание
Крупные бабочек бурой или серой окраски. Самцы отличаются от самок хвостовидными отростками на крыльях.

## Экология
Кормовыми растениями гусениц являются растений из семейств Bombacaceae, Annonaceae, Tiliaceae, Sterculiaceae, Myrsinaceae, Euphorbiaceae, Asteraceae и Melastomataceae.

## Систематика
В состав рода входят около 30 видов:
- Arsenura albopicta Jordan, 1922 — Эквадор
- Arsenura archianassa Draudt, 1930 — Эквадор
- Arsenura armida (Cramer, 1779) — от Мексики до Боливии и Эквадор
- Arsenura aspasia (Herrich-Schäffer, 1853)
- Arsenura batesii (Felder & Rogenhofer, 1874) — Эквадор (2 подвида)
- Arsenura ciocolatina Draudt, 1930 — Эквадор
- Arsenura championi (Druce, 1886) — Коста-Рика и Панама
- Arsenura cymonia (Rothschild, 1907) — Эквадор
- Arsenura mossi Jordan, 1922 — Эквадор
- Arsenura pandora (Klug, 1836) — Бразилия
- Arsenura polyodonta Jordan, 1911 — Мексика
- Arsenura ponderosa Rothschild, 1895 — Мексика и Амазонка
- Arsenura rebeli Gschwandner, 1920 — Эквадор
- Arsenura sylla (Cramer, 1779) — Эквадор

## Распространение
Обитают в Южной Америке.